# Ladislav Beller
Ladislav Beller (21. února 1923 Košice – 7. prosince 2003) byl slovenský fotbalový brankář.

## Hráčská kariéra
V československé lize hrál za Dynamo ČSD Košice. Prošel více košickými týmy. Kariéru ukončil po zranění ledvin.

### Prvoligová bilance
| Ročník                                     | Zápasy | Góly | Minuty | Klub              |
| ------------------------------------------ | ------ | ---- | ------ | ----------------- |
| Státní liga 1945/46                        | –      | 0    | –      | Jednota Košice    |
| Celostátní československé mistrovství 1949 | –      | 0    | –      | Dynamo ČSD Košice |
| Celostátní československé mistrovství 1950 | –      | 0    | –      | Dynamo ČSD Košice |
| Mistrovství československé republiky 1951  | –      | 0    | –      | Dynamo ČSD Košice |
| Mistrovství československé republiky 1952  | –      | 0    | –      | Dynamo ČSD Košice |
| CELKEM                                     | –      | 0    | –      |                   |